# Synagoga w Pułtusku
Synagoga w Pułtusku – znajdowała się do około 1970 roku w Pułtusku przy ul. Kotlarskiej.
Pierwsza synagoga powstała w 1815, zastąpiona została nową wzniesioną w 1875 roku. Zniszczona w czasie II wojny światowej, rozebrana z uwagi na zły stan techniczny.